# Copa Chile
La Copa Chile (spagnolo per Coppa del Cile) è una competizione organizzata dalla ANFP (Asociación Nacional de Fútbol Profesional) e comprende le squadre di prima, seconda e terza divisione cilene. A causa dei problemi relativi al calendario e alla pressione degli stessi club la competizione era stata cancellata nel 2000, nel 2008 la manifestazione ha ricominciato a svolgersi con cadenza annuale.

## Storia
Nel corso degli anni il torneo ha assunto differenti denominazioni e anche il formato è cambiato diverse volte. Alcune edizioni del torneo furono riservate esclusivamente alle squadre della massima divisione nazionale, in quegli anni si disputò una competizione parallela riservata alle compagini delle categorie inferiori del calcio cileno.
Nel 2008 la manifestazione è ripresa, dopo 8 anni di interruzione, ed ha cambiato nuovamente volto assumendo un formato simile a quello delle coppe nazionali europee.

## Albo d'oro
| Anno      | Campione                                      | Secondo posto                                 | Risultato                                     | Trofeo (nome)                                 |
| --------- | --------------------------------------------- | --------------------------------------------- | --------------------------------------------- | --------------------------------------------- |
| 1958      | Colo-Colo                                     | Universidad Católica                          | 2-2                                           | Copa Chile                                    |
| 1959      | Santiago Wanderers                            | Club de Deportes Cobreloa                     | 5-1                                           | Copa Chile                                    |
| 1960      | Dep. La Serena                                | Santiago Wanderers                            | 4-1                                           | Copa Preparación                              |
| 1961      | Santiago Wanderers                            | Universidad Católica                          | 2-0, 1-2                                      | Copa Chile Green Cross                        |
| 1962      | Luis Cruz Martínez                            | Universidad Católica                          | 2-1                                           | Copa Preparación                              |
| 1974      | Colo-Colo                                     | Santiago Wanderers                            | 3-0                                           | Copa Chile                                    |
| 1975      | Palestino                                     | Lota Schwager                                 | 4-0                                           | Copa Chile                                    |
| 1977      | Palestino                                     | Unión Española                                | 3-3, 1-0                                      | Copa Chile                                    |
| 1979      | Universidad de Chile                          | Colo-Colo                                     | 2-1                                           | Copa Polla Gol                                |
| 1980      | Dep. Iquique                                  | Colo-Colo                                     | 2-1                                           | Copa Polla Gol                                |
| 1981      | Colo-Colo                                     | Audax Italiano                                | 5-1                                           | Copa Polla Gol                                |
| 1982      | Colo-Colo                                     | Universidad Católica                          | [ 2 ]                                         | Copa Polla Gol                                |
| 1983      | Universidad Católica                          | O'Higgins                                     | [ 3 ]                                         | Copa Polla Gol                                |
| 1983      | Universidad Católica                          | Naval                                         | 1-0                                           | Copa República                                |
| 1984      | CD Everton                                    | Universidad Católica                          | 3-0                                           | Copa Polla Gol                                |
| 1985      | Colo-Colo                                     | Palestino                                     | 1-0                                           | Copa Polla Gol                                |
| 1986      | Cobreloa                                      | Fernandez Vial                                | 0-1, 2-0, 3-0                                 | Copa Polla Gol                                |
| 1987      | Cobresal                                      | Colo-Colo                                     | 2-0                                           | Copa Apertura                                 |
| 1988      | Colo-Colo                                     | Unión Española                                | 1-0                                           | Copa Digeder                                  |
| 1989      | Colo-Colo                                     | Universidad Católica                          | 2:2, 1:0                                      | Copa Coca Cola Digeder                        |
| 1989      | Unión Española                                | Huachipato                                    | 2-0                                           | Copa Invierno                                 |
| 1990      | Colo-Colo                                     | Universidad Católica                          | 3-2                                           | Copa Apertura                                 |
| 1991      | Universidad Católica                          | Cobreloa                                      | 1-0                                           | Copa Chile Digeder                            |
| 1992      | Unión Española                                | Colo-Colo                                     | 3-1                                           | Copa Chile                                    |
| 1993      | Unión Española                                | Deportes Ovalle                               | 3-1                                           | Copa Chile                                    |
| 1994      | Colo-Colo                                     | O'Higgins                                     | 1-1 (4-2 dtr)                                 | Copa Chile                                    |
| 1995      | Universidad Católica                          | Cobreloa                                      | 4-2                                           | Copa Chile                                    |
| 1996      | Colo-Colo                                     | Rangers                                       | 1-1, 1-0                                      | Copa Chile                                    |
| 1998      | Universidad de Chile                          | Audax Italiano                                | 1-1, 2-0                                      | Copa Apertura                                 |
| 2000      | Universidad de Chile                          | Santiago Morning                              | 2-1 (dts)                                     | Copa Apertura                                 |
| 2008      | Univ. de Concepción                           | Deportes Ovalle                               | 2-1                                           | Copa Chile                                    |
| 2009      | Unión San Felipe                              | Deportes Iquique                              | 3-0                                           | Copa Chile                                    |
| 2010      | Dep. Iquique                                  | Deportes Concepción                           | 1-1 (4-3 dtr)                                 | Copa Chile Bicentenario                       |
| 2011      | Universidad Católica                          | Magallanes                                    | 0-1, 1-0 (4-2 dtr)                            | Copa Chile                                    |
| 2012-2013 | Universidad de Chile                          | Universidad Católica                          | 2-1                                           | Copa Chile MTS                                |
| 2013-2014 | Dep. Iquique                                  | Huachipato                                    | 3-1                                           | Copa Chile MTS                                |
| 2014-2015 | Univ. de Concepción                           | Palestino                                     | 3-2                                           | Copa Chile MTS                                |
| 2015      | Universidad de Chile                          | Colo-Colo                                     | 1-1 (5-3 dtr)                                 | Copa Chile MTS                                |
| 2016      | Colo-Colo                                     | Everton                                       | 4-0                                           | Copa Chile MTS                                |
| 2017      | Santiago Wanderers                            | Universidad de Chile                          | 3-1                                           | Copa Chile MTS                                |
| 2018      | Palestino                                     | Audax Italiano                                | 1-0, 3-2                                      | Copa Chile MTS                                |
| 2019      | Colo-Colo                                     | Universidad de Chile                          | 2-1                                           | Copa Chile MTS                                |
| 2020      | Cancellata a causa della pandemia di COVID-19 | Cancellata a causa della pandemia di COVID-19 | Cancellata a causa della pandemia di COVID-19 | Cancellata a causa della pandemia di COVID-19 |
| 2021      | Colo-Colo                                     | CD Everton                                    | 2-0                                           | Copa Chile Easy                               |
| 2022      | Magallanes                                    | Colo-Colo                                     | 2-2 (7-6 dtr)                                 | Copa Chile Easy                               |
| 2023      | Colo-Colo                                     | Magallanes                                    | 3-1                                           | Copa Chile Easy                               |
| 2024      | Universidad de Chile                          | Ñublense                                      | 1-0                                           | Copa Chile Coca-Cola Sin Azúcar               |

## Vittorie per squadra
| Squadra                   | Vittorie | Secondi posti | Annate vincenti                                                                    |
| ------------------------- | -------- | ------------- | ---------------------------------------------------------------------------------- |
| Colo-Colo                 | 14       | 5             | 1958, 1974, 1981, 1982, 1985, 1988, 1989, 1990, 1994, 1996, 2016, 2019, 2021, 2023 |
| Universidad de Chile      | 6        | 2             | 1979, 1998, 2000, 2012-2013, 2015, 2024                                            |
| Universidad Católica      | 4        | 8             | 1983, 1991, 1995, 2011                                                             |
| Deportes Iquique          | 3        | 1             | 1980, 2010, 2013-2014                                                              |
| Santiago Wanderers        | 3        | 2             | 1959, 1961, 2017                                                                   |
| Palestino                 | 3        | 3             | 1975, 1977, 2018                                                                   |
| Unión Española            | 2        | 2             | 1992, 1993                                                                         |
| Universidad de Concepción | 2        | 0             | 2008, 2014-2015                                                                    |
| Everton                   | 1        | 2             | 1984                                                                               |
| Cobreloa                  | 1        | 3             | 1986                                                                               |
| Deportes La Serena        | 1        | 1             | 1960                                                                               |
| Luis Cruz Martínez        | 1        | 0             | 1962                                                                               |
| Cobresal                  | 1        | 0             | 1987                                                                               |
| Unión San Felipe          | 1        | 0             | 2009                                                                               |
| Magallanes                | 1        | 2             | 2022                                                                               |